# Boronia molloyae
Boronia molloyae är en vinruteväxtart som beskrevs av James Ramsay Drummond. Boronia molloyae ingår i släktet Boronia och familjen vinruteväxter. Inga underarter finns listade i Catalogue of Life.
Arten har fått sitt namn för att hedra den australiensiska amatörbotanisten Georgiana Molloy som samlade in och levererade ett omfattande antal herbarieark och frön från växter i trakterna av Augusta i Sydvästaustralien.